# ساترن کمپانی

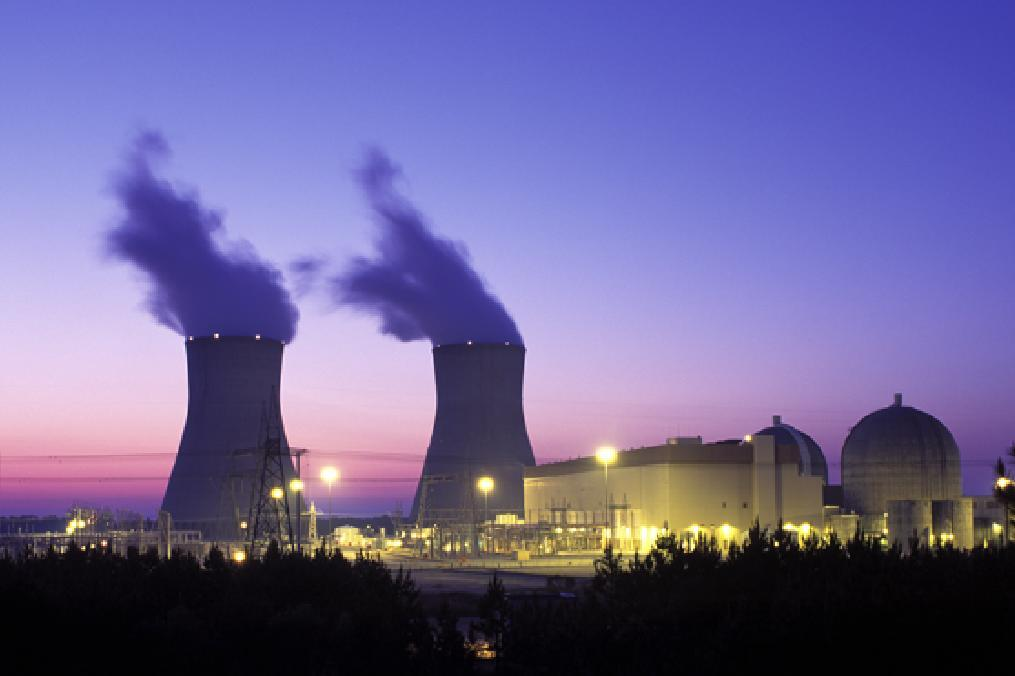
نیروگاه هسته‌ای وگتله، در نزدیکی وینزبرو، جورجیا، متعلق به ساترن کمپانی

ساترن کمپانی (به انگلیسی: Southern Company) شرکت هلدینگ برق آمریکایی است، که در هر سه حوزه تولید، انتقال و توزیع انرژی الکتریکی فعالیت می‌کند و هم‌اکنون با ظرفیت نصب‌شده‌ای معادل ۲۰۰ تراوات-ساعت، به‌عنوان چهارمین شرکت برق ایالات متحده آمریکا شناخته می‌شود. این شرکت در سال ۲۰۱۲ در رتبه ۱۶ از بزرگترین شرکت‌های برق جهان قرار داشت.
شرکت ساترن کمپانی در سال ۱۹۴۵ از ادغام ۴ شرکت برق ایالتی؛ آلاباما پاور، جورجیا پاور، گلف پاور و میسی‌سی‌پی پاور تأسیس شد و در حال حاضر با در اختیار داشتن ۴۳ هزار کیلومتر شبکه توزیع برق، ظرفیت تولیدی معادل ۴۲ هزار مگاوات را دارا می‌باشد و بالغ بر ۴٫۳ میلیون مشترک را تحت پوشش قرار می‌دهد.
دفتر مرکزی این شرکت در شهر آتلانتا، جورجیا قرار دارد و ستاد اداری آن نیز در برمینگم، آلاباما مستقر می‌باشد. بخشی از سهام ساترن کمپانی در بازار بورس نیویورک معامله می‌شود. در سال ۲۰۱۳ شرکت ساترن در فهرست فرچون ۵۰۰ رتبه ۱۴۹ از بزرگترین شرکت‌های ایالات متحده را به خود اختصاص داد.